# Ängsmon
Ängsmon är en tätort i Brunflo distrikt (Brunflo socken) i Östersunds kommun i Jämtlands län. Fram till 1995 klassade SCB Ängsmon som en separat småort. Ängsmon utgör en del av stadsdelen Torvalla i Östersund och har även fram till 2015 utgjort en del av tätorten Östersund då området därefter blev en egen tätort.

## Befolkningsutveckling
| Befolkningsutvecklingen i Ängsmon 2015–2020                           | Befolkningsutvecklingen i Ängsmon 2015–2020 | Befolkningsutvecklingen i Ängsmon 2015–2020 | Befolkningsutvecklingen i Ängsmon 2015–2020 | Befolkningsutvecklingen i Ängsmon 2015–2020 |
| --------------------------------------------------------------------- | ------------------------------------------- | ------------------------------------------- | ------------------------------------------- | ------------------------------------------- |
|                                                                       |                                             |                                             |                                             |                                             |
| År                                                                    |                                             |                                             | Folkmängd                                   | Areal (ha)                                  |
| 2015                                                                  | 2015                                        |                                             | 1 368                                       | 53                                          |
| 2020                                                                  | 2020                                        |                                             | 1 345                                       | 56                                          |
| Anm.: Ny tätort 2015, utgjorde tidigare en del av tätorten Östersund. |                                             |                                             |                                             |                                             |